# 7月20日
7月20日（しちがつはつか）は、グレゴリオ暦で年始から201日目（閏年では202日目）にあたり、年末まであと164日ある。

## できごと

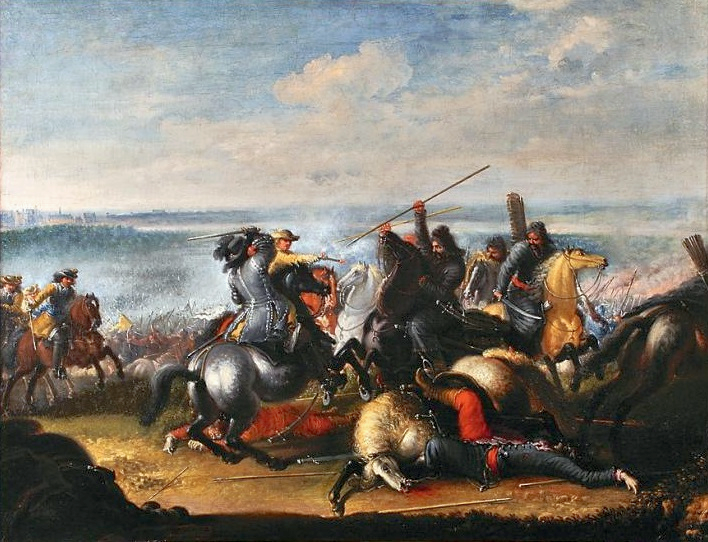
北方戦争、ワルシャワの戦い(1656)

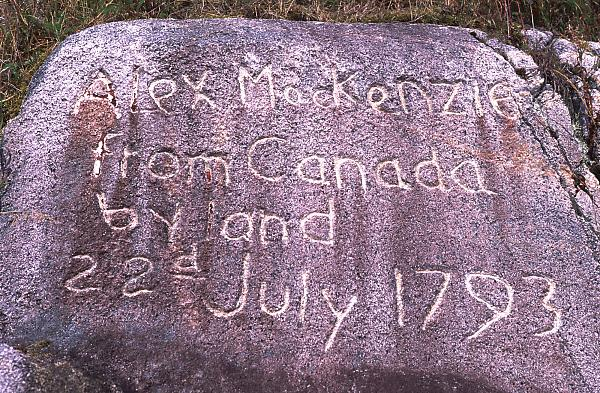
探検家アレグザンダー・マッケンジー(1764-1820)、カナダ横断を達成。

普墺戦争、リッサ海戦(1866)

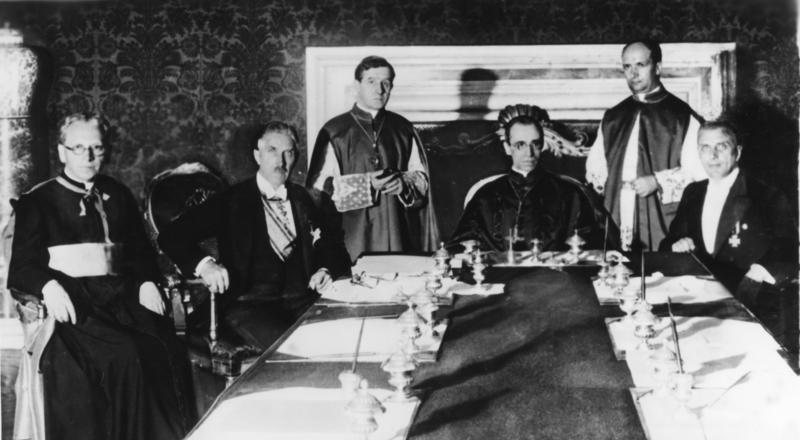
ナチス・ドイツ副首相フランツ・フォン・パーペン（左から二人目）とローマ教皇庁のパチェッリ枢機卿（右から3番目）の間でコンコルダート（政教条約）締結(1933)。

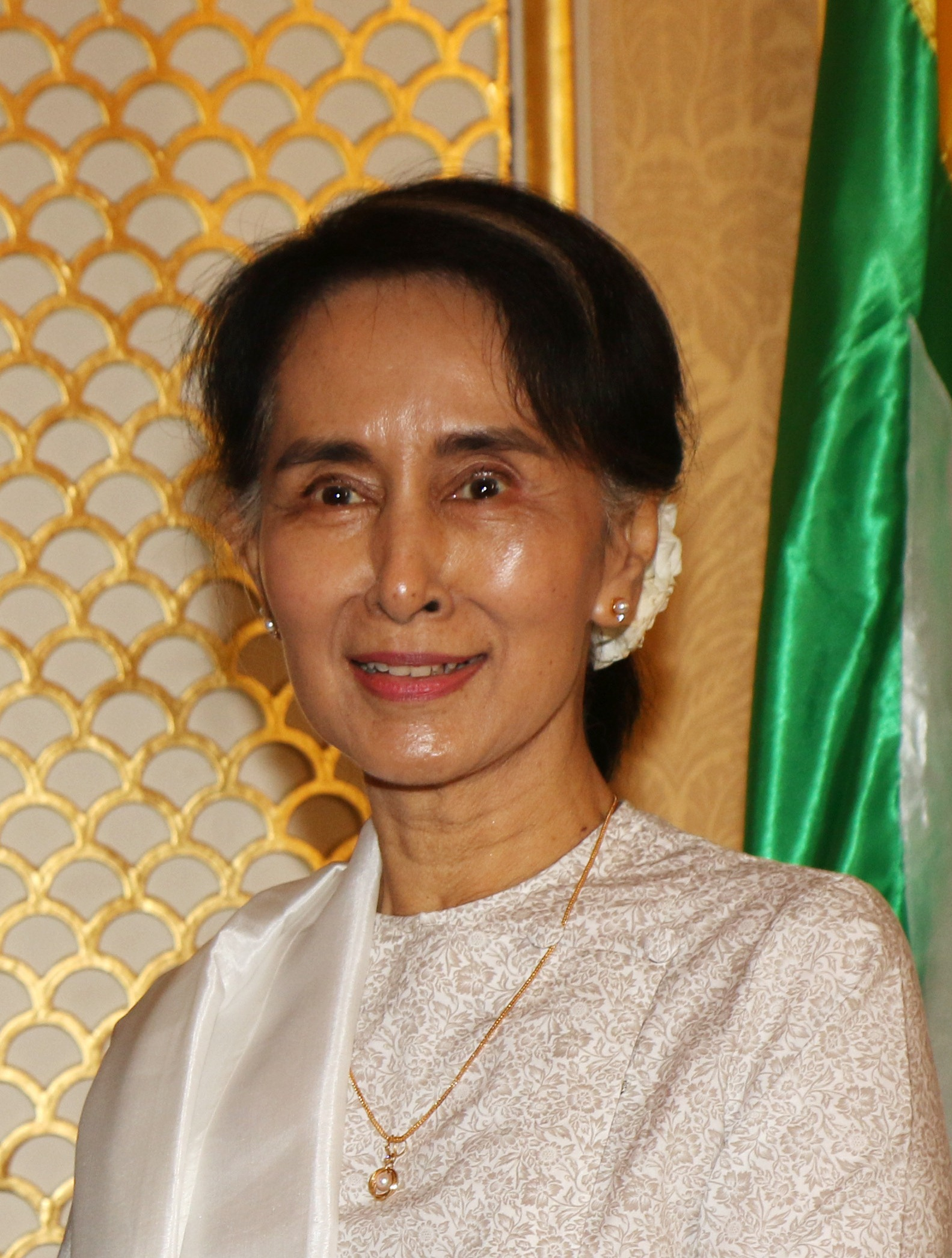
ビルマの民主化運動指導者アウンサンスーチー軟禁される(1989)

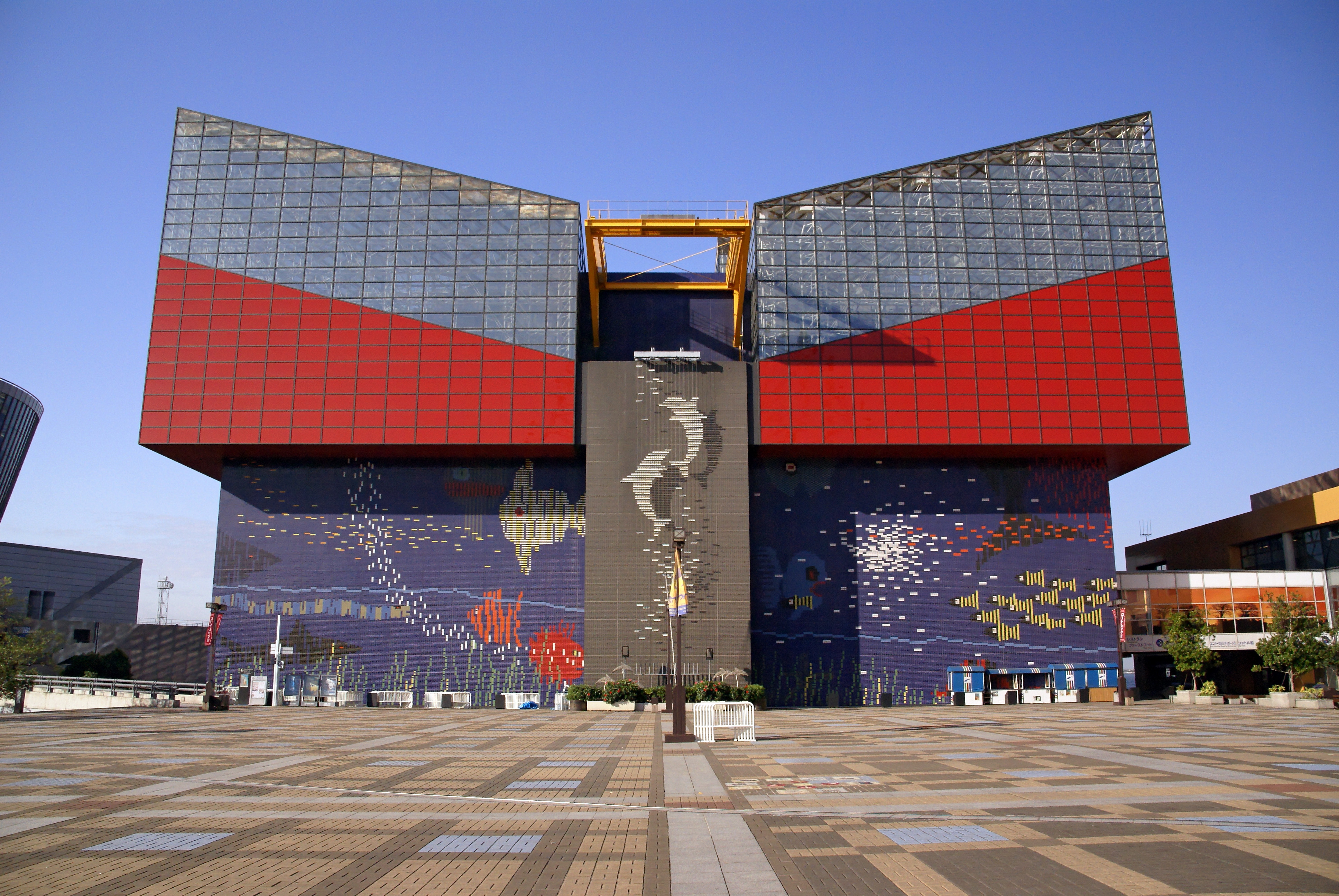
水族館「海遊館」開館(1990)

- 514年 - ホルミスダスがローマ教皇に即位。
- 911年 - ロロがシャルトルを包囲。
- 1402年 - アンカラの戦い。
- 1583年（天正11年6月2日） - 羽柴秀吉が織田信長追善のために建立した京都紫野の大徳寺総見院で、織田信長一周忌の法要が営まれる[1]。
- 1656年 - 北方戦争: ワルシャワの戦いが終結。
- 1793年 - 探検家アレグザンダー・マッケンジーが太平洋に到達し、初めてカナダを横断した欧米人となる。
- 1810年 - クンディナマルカ自由国（スペイン語版、英語版）がスペインからの独立を宣言。（コロンビアの独立記念日）
- 1846年（弘化3年閏5月27日） - アメリカの東インド艦隊司令長官ジェームズ・ビドルが浦賀に来航し通商を要求。
- 1864年 - 南北戦争: ピーチツリークリークの戦い。
- 1866年 - 普墺戦争: リッサ海戦。
- 1876年 - 明治天皇が灯台監視船に乗っての東北地方巡幸を終え横浜港に帰着。（海の記念日、海の日の由来）
- 1894年 - 総武鉄道（現在の総武本線）市川駅 - 佐倉駅間が開業。
- 1906年 - 日本初の専用線電話サービスが日本銀行と横浜正金銀行本店間で開始。
- 1906年 - ロシア帝国海軍の一等巡洋艦「パーミャチ・アゾーヴァ」で水兵らによる叛乱が発生（現地で使用していたユリウス暦）。ロシア帝国・バルト艦隊で初めての叛乱事件。
- 1907年 - 福岡・豊国炭鉱で爆発事故。死者365人を出す明治期最悪の炭鉱事故となる。
- 1912年 - 宮内省が、尿毒症で明治天皇が重体と官報で発表。東京株式市場が大暴落。
- 1917年 - 警視庁が東京府下で不正枡の一斉捜査を行い、米穀商683人を検挙[2]。
- 1924年 - パリで国際チェス連盟が設立される[3]。
- 1925年 - 東京放送局（現在のNHK）が初の語学講座「基礎英語講座」を放送開始[4]。
- 1927年 - ルーマニア国王フェルディナンド1世が死去。孫で5歳のミハイ1世が即位。
- 1933年 - ナチス・ドイツのフランツ・フォン・パーペン副首相とローマ教皇庁のパチェッリ枢機卿（後のローマ教皇ピウス12世）との間でコンコルダート締結。
- 1936年 - ボスポラス海峡・マルマラ海・ダーダネルス海峡の通航制度を定めたモントルー条約に調印。
- 1939年 - 石川県七尾市が市制施行。
- 1944年 - 第二次世界大戦: クラウス・フォン・シュタウフェンベルク大佐らを首謀者とするヒトラー暗殺未遂事件が発生（7月20日事件）。
- 1945年 - 第二次世界大戦・太平洋戦争・日本への原子爆弾投下: アメリカ軍がパンプキン爆弾による原子爆弾投下訓練を開始。
- 1947年 - 沖縄人民党結成。
- 1948年 - 国民の祝日に関する法律（祝日法）が公布・施行。9つの国民の祝日が誕生。
- 1951年 - エルサレムを訪問中のヨルダン国王アブドゥッラー1世がパレスチナ人に暗殺（英語版）される。
- 1951年 - 町田警察署に旧在日本朝鮮人連盟メンバー約150人が乱入。警察官7人が負傷[5]。
- 1952年 - 福井放送（FBC）、「ラジオ福井」の愛称でラジオ放送開始。
- 1954年 - ヨーン事件。西ドイツ連邦憲法擁護庁 (BfV) 長官オットー・ヨーンが西ベルリンから失踪。23日、ラジオで東ドイツへの亡命を表明。
- 1955年 - 経済審議庁を改組し経済企画庁が発足。
- 1964年 - トップレス水着が軽犯罪法に反する旨を警察庁が通達。
- 1967年 - 文化大革命: 湖北省武漢市で群衆が毛沢東らが滞在する宿舎などを包囲、これを切っ掛けとして市内各所で武力衝突が激化（武漢事件）。
- 1968年 - 第1回スペシャルオリンピックス夏季国際大会がシカゴで開催。
- 1969年 - アポロ計画: 「アポロ11号」が、人類史上初めて月に到達[6]。
- 1971年 - マクドナルド日本1号店となる銀座店をの銀座三越1階に開店[7]。
- 1971年 - 国産初の超音速航空機であるT-2が初飛行を行った。
- 1973年 - ドバイ日航機ハイジャック事件。日本赤軍とパレスチナ解放人民戦線の混成部隊がパリ発羽田行きの日本航空機をハイジャック。
- 1974年 - キプロス紛争: ギリシャ方によるクーデターの後初めてトルコ軍がキプロス領海内へ侵入し、爆撃を開始。国連安保理は即時停戦を決議。
- 1974年 - 国鉄湖西線・山科駅 - 近江塩津駅間が開業。
- 1974年 - 東京都品川区に船の科学館が開館[8]。
- 1975年 - 沖縄国際海洋博覧会開幕。翌1976年1月18日まで。
- 1976年 - アメリカの火星探査機「バイキング1号」のランダーが火星に着陸。
- 1987年 - 国連安保理がイラン・イラク戦争の即時停戦を決議（598号決議）。
- 1989年 - ビルマの民主化運動指導者アウンサンスーチーを含む多くのNLDの指導者たちが、国家を危険にさらしたとして軍事政権により自宅軟禁下に置かれる[9]。
- 1990年 - 大阪府大阪市港区に水族館「海遊館」が開館。
- 1992年 - ヴァーツラフ・ハヴェルがチェコスロバキア大統領を辞任。
- 1996年 - 海洋法に関する国際連合条約が、日本において発効。それと同時に海の日開始[10]。（2003年からは、7月第3月曜日）
- 2001年 - 宮崎駿の映画『千と千尋の神隠し』 が劇場公開[11]。
- 2003年 - 水俣市土石流災害: 豪雨により、熊本県水俣市で大規模な土石流災害が発生。19人が死亡、7人が負傷した[12]。
- 2006年 - ワールド・ジャンプ・デー世界時(GMT)10時39分13秒「西半球で6億人の人が同時にジャンプして地球の軌道をずらし、地球温暖化をストップさせよう」という計画が行われた。
- 2010年 - 大韓航空機爆破事件の実行犯金賢姫が来日。田口八重子らの拉致被害者の家族と面会するなどし、8月23日に帰国。
- 2011年 - AppleがMac OS X v10.6 (Snow Leopard) の次期オペレーティングシステム、Mac OS X LionをMac App Storeにて一般ユーザー向けにリリース。
- 2012年 - オーロラ銃乱射事件: アメリカ合衆国コロラド州の映画館で銃の乱射事件が発生し、12人が死亡し、50人以上が負傷した[13][14]。
- 2017年 - サルバドール・ダリの娘を名乗る人物の要請に応じたマドリード裁判所の判決によって、ダリのDNA型を採取すべく墓から遺体が掘り出された[15]。
- 2020年 - ロシアのプーチン大統領が、殺人容疑で逮捕されたセルゲイ・フルガル知事を解任[16]。同知事は逮捕容疑を否定しており、知事を支持する民衆は、数週間にわたって大規模なデモを行っていた[17]。
- 2025年 - 第27回参議院議員通常選挙。

## 誕生日
- 紀元前356年 - アレクサンドロス3世、マケドニア王国バシレウス　(紀元前323年)
- 1304年 - ペトラルカ、詩人（+ 1374年）
- 1659年 - イアサント・リゴー、画家（+ 1743年）
- 1744年 - ジョシュア・クレイトン、医師、政治家（+ 1798年）
- 1765年（天明6年6月3日） - 相馬祥胤、第9代中村藩主（+ 1816年）
- 1770年（天明6年6月28日） - 松平頼慎、第4代守山藩主（+ 1830年）
- 1786年（天明6年6月25日） - 山内豊武、第3代土佐新田藩主（+ 1825年）
- 1804年 - リチャード・オーウェン、生物学者（+ 1892年）
- 1819年（文政2年5月29日） - 徳川斉温、第11代尾張藩主（+ 1839年）
- 1822年 - グレゴール・ヨハン・メンデル、遺伝学者、修道士（+ 1884年）
- 1847年 - マックス・リーバーマン、画家（+ 1935年）
- 1861年（文久元年6月13日） - 白瀬矗、南極探険家（+ 1946年）
- 1864年 - ルッジェーロ・オッディ、解剖学者、生理学者（+ 1913年）
- 1866年 （慶応2年6月9日）- 二宮忠八、航空機研究者（+ 1936年）
- 1871年（明治4年6月3日） - 中山平次郎、考古学者（+ 1956年）
- 1873年 - アルベルト・サントス・デュモン、航空研究家（+ 1932年）
- 1876年 - 北澤楽天、漫画家、日本画家（+ 1955年）
- 1887年 - 東原玉造、元騎手、調教師（+ 1955年）
- 1889年 - 森幸太郎、政治家（+ 1964年）
- 1890年 - ジョルジョ・モランディ、画家（+ 1964年）
- 1890年 - ゲオルギオス2世、ギリシャ王（+ 1947年）
- 1894年 - 猪俣浩三、弁護士、政治家（+ 1993年）
- 1896年 - アダチ龍光、奇術師（+ 1982年）
- 1896年 - ルドルフ・コーリッシュ、ヴァイオリニスト（+ 1978年）
- 1897年 - タデウシュ・ライヒスタイン、科学者（+ 1996年）
- 1901年 - ヘイニー・マナシュ、野球選手（+ 1971年）
- 1909年 - 田中義雄、プロ野球選手（+ 1985年）
- 1912年 - 糸川英夫、工学者（+ 1999年）
- 1912年 - 中内力、政治家（+ 2001年）
- 1914年 - 杉浦清、プロ野球選手（+ 1987年）
- 1915年 - 景浦將、プロ野球選手（+ 1945年）
- 1919年 - エドモンド・ヒラリー、登山家、冒険家（+ 2008年）
- 1923年 - 今田智憲、アニメ映画プロデューサー（+ 2006年）
- 1924年 - 松登晟郎、大相撲力士（+ 1986年）
- 1925年 - フランツ・ファノン、思想家、精神科医、革命家（+ 1961年）
- 1925年 - ジャック・ドロール、経済学者（+ 2023年）
- 1926年 - 黒尾重明、元プロ野球選手（+ 1974年）
- 1927年 - ミヒャエル・ギーレン、指揮者、作曲家（+ 2019年）
- 1928年 - パヴェル・コホウト、小説家、劇作家、詩人
- 1930年 - チャック・デイリー、バスケットボールコーチ、監督（+ 2009年）
- 1931年 - 山中恒、児童文学作家
- 1931年 - 穂積隆信、俳優、声優（+ 2018年）
- 1932年 - 松山昇、元プロ野球選手
- 1932年 - ナム・ジュン・パイク、現代美術家（+ 2006年）
- 1932年 - 吉成武雄、元プロ野球選手（+ 1960年）
- 1934年 - ウーヴェ・ヨーンゾン、小説家（+ 1984年）
- 1934年 - 山内鉄也、映画監督（+ 2010年）
- 1935年 - 西尾幹二、評論家、ドイツ文学者（+ 2024年）
- 1936年 - 原田忠幸、バリトン・サクソフォーン奏者
- 1936年 - 矢野浩三郎、翻訳家、実業家（+ 2006年）
- 1937年 - 緒形拳、俳優（+ 2008年）
- 1937年 - 愛知和男、政治家（+ 2024年）
- 1938年 - 尾崎洋二、天文学者
- 1938年 - トニー・オリバ、元プロ野球選手
- 1938年 - ナタリー・ウッド、女優（+ 1981年）
- 1938年 - ダイアナ・リグ、女優（+ 2020年）
- 1940年 - 三原新二郎、高校野球指導者
- 1940年 - 萩野浩基、政治家（+ 2015年）
- 1942年 - 千葉光行、歯科医師、政治家、元千葉県市川市長
- 1942年 - 佐藤勇、政治家、元宮城県栗原市長（+ 2025年）
- 1943年 - 北浜流一郎、株式アドバイザー、作家
- 1943年 - クリス・エイモン、レーシングドライバー（+ 2016年）
- 1944年 - 千葉裕子、女優
- 1944年 - 田中章、元プロ野球選手
- 1944年 - 長谷川勝敏、元大相撲関脇、年寄11代秀ノ山
- 1945年 - タイガー服部、元レフェリー
- 1946年 - 井上修、元プロ野球選手
- 1946年 - 市川段四郎 (4代目)、歌舞伎役者（+ 2023年）
- 1947年 - 津島勝、映画監督（+ 2011年）
- 1947年 - カルロス・サンタナ、ギタリスト
- 1948年 - 稲見哲男、政治家
- 1948年 - 桂春団治 (4代目)、落語家
- 1949年 - 間寛平、お笑いタレント、俳優
- 1949年 - 藤田一枝、政治家
- 1949年 - 金子マーティン、社会学者
- 1950年 - 幸後和壽、実業家、元トクヤマ社長
- 1950年 - 松村彰士、元プロ野球選手
- 1952年 - 松坂慶子、女優
- 1952年 - 鈴木聖美、ミュージシャン、歌手
- 1952年 - 沖森卓也、日本語学者、立教大学名誉教授
- 1952年 - 高浦美佐緒、元プロ野球選手
- 1952年 - 倉持明、元プロ野球選手
- 1952年 - 松盛茂、元プロ野球選手
- 1953年 - 森口益光、元プロ野球選手
- 1953年 - 久保正彰、アナウンサー
- 1953年 - トーマス・フリードマン、ジャーナリスト
- 1954年 - グエン・スアン・フック、政治家、第7代ベトナム首相、第10代国家主席
- 1955年 - 八波一起、司会者
- 1955年 - トーマス・ヌコノ、元サッカー選手
- 1955年 - 藤原智美、作家
- 1956年 - 石橋凌、俳優
- 1956年 - 浦山迅、声優、俳優
- 1956年 - ミマ・ヤウソベッツ、元テニス選手
- 1957年 - かおりくみこ、歌手
- 1957年 - 佐和タカシ、俳優
- 1957年 - 石井洋祐、俳優
- 1958年 - 北島健二、ミュージシャン、ギタリスト（FENCE OF DEFENSE、PEARL）
- 1958年 - 君波隆祥、元プロ野球選手
- 1959年 - 大橋洋一、行政法学者、九州大学名誉教授
- 1960年 - 平辻朝子、女優、声優
- 1960年 - マイク・ウィット、元プロ野球選手
- 1961年 - 佐々木睦、俳優、声優
- 1961年 - 三遊亭五九楽、落語家
- 1961年 - 西尾芳彦、作曲家、作詞家、音楽プロデューサー（+ 2025年）
- 1962年 - 中川勝彦、俳優、歌手（+ 1994年）
- 1962年 - 山崎賢一、元プロ野球選手
- 1962年 - 玄岡正充、元プロ野球選手
- 1962年 - ジョバンナ・アマティ、レーシングドライバー
- 1963年 - 森山良二、元プロ野球選手
- 1963年 - アレクサンドル・ズーリン、フィギュアスケート選手
- 1964年 - 桂歌蔵、落語家
- 1964年 - ディーン・ウィンタース、俳優
- 1964年 - クリス・コーネル、歌手
- 1965年 - 日詰正文、言語聴覚士
- 1965年 - 木村太郎、政治家（+ 2017年）
- 1966年 - 藤島ジュリー景子、元女優、実業家
- 1966年 - 赤坂芳恵、元アイドル
- 1966年 - 楠芳伸、警察官僚
- 1966年 - ストーン・ゴッサード、ミュージシャン（パール・ジャム他）
- 1966年 - 山口敏太郎、作家、オカルト研究家
- 1967年 - 荒井晶子、女優、歌手
- 1967年 - 杉沢明人、元アイスホッケー選手
- 1968年 - 長谷高成泰、元野球選手
- 1968年 - パスカル・ラヴァンシー、フィギュアスケート選手
- 1968年 - 柏木広樹、チェリスト
- 1968年 - 日野晃博、ゲームクリエイター
- 1968年 - 梶田茂生、元野球選手
- 1968年 - 樽見金典、元プロ野球選手
- 1969年 - 丸山弘道、テニス指導者
- 1969年 - 谷口英規、元野球選手
- 1969年 - 川島堅、元プロ野球選手
- 1969年 - ジョシュ・ホロウェイ、俳優
- 1970年 - 藺草英己、アナウンサー
- 1970年 - 武部新、政治家
- 1971年 - 田中健二、タレント
- 1971年 - 江井康胤、野球選手
- 1971年 - 土橋大記、アナウンサー
- 1971年 - 佐々木明義、元プロ野球選手
- 1972年 - 魏涼子、女優、声優
- 1972年 - 野田美佳子、アナウンサー
- 1973年 - 小川範子、女優、歌手
- 1973年 - 橋本信治、プロ野球審判員
- 1973年 - ピーター・フォースバーグ、アイスホッケー選手
- 1973年 - ヴェサ・ランタ、音楽家、写真家、グラフィックデザイナー
- 1974年 - 児島玲子、タレント
- 1974年 - 横山学、棒高跳選手
- 1974年 - サイモン・レックス、俳優
- 1974年 - ベンジー・モリーナ、元プロ野球選手
- 1975年 - レイ・アレン、バスケットボール選手
- 1976年 - はなわ、お笑いタレント
- 1977年 - 大田正樹、俳優
- 1977年 - 木村章司、プロボクサー、元日本スーパーバンタム級王者
- 1977年 - 三都主アレサンドロ、元サッカー選手
- 1978年 - 佳村さちか、歌手、女優、モデル
- 1978年 - 鈴木晶久、アナウンサー
- 1978年 - 川島眞也、元サッカー選手
- 1980年 - 古藤真彦、俳優
- 1980年 - 加藤和恵、漫画家
- 1980年 - 丹野祐樹、元プロ野球選手
- 1980年 - 堤内健、元プロ野球選手
- 1980年 - ジゼル・ブンチェン、スーパーモデル
- 1981年 - 西郷豊、俳優
- 1981年 - 宍戸ヴィシャス、お笑い芸人
- 1981年 - 由田慎太郎、元プロ野球選手
- 1981年 - 宮下トモヤ、総合格闘家（+ 2011年）
- 1982年 - 上原歩、ファッションモデル
- 1982年 - 早水千紗、将棋棋士
- 1982年 - 高津カリノ、漫画家
- 1982年 - ジェイク・フォックス、プロ野球選手
- 1983年 - 深澤しほ、女優
- 1983年 - 阪田智靖、声優、俳優
- 1983年 - 島村まみ、ファッションモデル
- 1983年 - レスリー・ナカル、野球選手
- 1984年 - 斉藤悠、俳優、モデル
- 1984年 - 佐野泰臣、俳優
- 1984年 - 沖佳苗、声優、女優
- 1984年 - 鈴木涼子、タレント
- 1984年 - 富松崇彰、バレーボール選手
- 1985年 - 折井あゆみ、声優、女優、元アイドル（元AKB48）
- 1985年 - 加藤潤一、俳優
- 1985年 - 平松千花、アナウンサー
- 1985年 - イェウヘン・セレズニョウ、サッカー選手
- 1986年 - 夏芽、ドラマー、声優、女優
- 1986年 - 加藤夏海、アナウンサー
- 1986年 - 中務修良、総合格闘家
- 1986年 - ホルヘ・パドロン、野球選手
- 1987年 - 鯨井康介、俳優、声優
- 1987年 - 今村駿、元バレーボール選手、指導者
- 1987年 - 岩尾利弘、元プロ野球選手
- 1987年 - 伊藤みき、元スキー選手
- 1988年 - 松元恵美、ミュージカル俳優
- 1988年 - 渡邉和也、陸上競技選手
- 1988年 - スティーブン・ストラスバーグ、元プロ野球選手
- 1988年 - タイ・ケリー、元プロ野球選手
- 1989年 - 尻無浜冴美、モデル、タレント（元SDN48）
- 1989年 - クリスティアン・パスクアート、サッカー選手
- 1989年 - タイラー・サラディーノ、プロ野球選手
- 1990年 - 川原真琴、元ファッションモデル
- 1990年 - 蜂須賀孝治、サッカー選手
- 1990年 - 横澤夏子、お笑いタレント
- 1990年 - 矢田千夏、女優
- 1990年 - 東慶悟、サッカー選手
- 1990年 - ワンディ・ルナール、サッカー選手
- 1990年 - ラース・ウンナーシュタル、サッカー選手
- 1990年 - ウィリアム・トゥポウ、ラグビー選手
- 1991年 - 大鶴肥満、お笑いタレント（ママタルト）
- 1991年 - 茶島雄介、サッカー選手
- 1991年 - 千代翔馬富士雄、大相撲力士
- 1992年 - 二宮芽生、女優、歌手
- 1992年 - 和田凌太、元プロ野球選手
- 1993年 - 斉藤優里、元タレント、元アイドル（元乃木坂46）
- 1994年 - 仲美由紀、モデル、レースクイーン、女優
- 1994年 - 小幡和輝、起業家
- 1994年 - アンソニー・アルフォード、プロ野球選手
- 1994年 - 具智元、ラグビー選手
- 1995年 - 柚りし菓、女優
- 1995年 - 石川亮、プロ野球選手
- 1995年 - 砂田毅樹、元プロ野球選手
- 1996年 - 三浦亜莉沙、アイドル（元NMB48）
- 1996年 - 髙橋恵、プロゴルファー
- 1996年 - 小川雄勢、柔道家
- 1996年 - 米澤令衣、サッカー選手
- 1998年 - 大久保桜子、女優
- 1998年 - 三好夢摘、アイドル（元アイドルカレッジ）
- 1998年 - 徳本夏恵、ファッションモデル
- 1998年 - 張俊、陸上競技選手
- 1999年 - 迫田夢乃、ラグビー選手
- 1999年 - 善場まみ、AV女優
- 2000年 - 坂本澪香、モデル、女優
- 2001年 - 友田オレ、お笑い芸人
- 2002年 - 須田理夏子、モデル、子役
- 2003年 - 新谷ゆづみ、女優
- 2004年 - 大井嵩介、俳優
- 2004年 - 西條妃華、女優
- 2004年 - 葵るり、アイドル（ukka）
- 2004年 - 折田涼夏、YouTube、TikToker
- 2005年 - 中山夏月姫、アイドル（OCHA NORMA）
- 2008年 - 山田桃実、アイドル（櫻坂46）
- 2010年 - 吉澤梨里花、女優
- 生年不詳 - 三咲舞花、タレント、グラビアアイドル、元レースクイーン
- 生年不詳 - 七海入歌、女優、声優
- 生年不詳 - 松浦衣里、女優、モデル
- 生年不詳 - 寺西瑞紀、アナウンサー

## 忌日

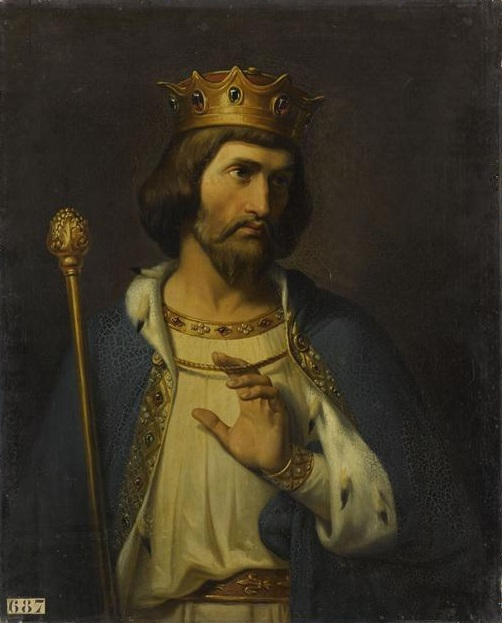
フランス王ロベール2世(972-1031)没。

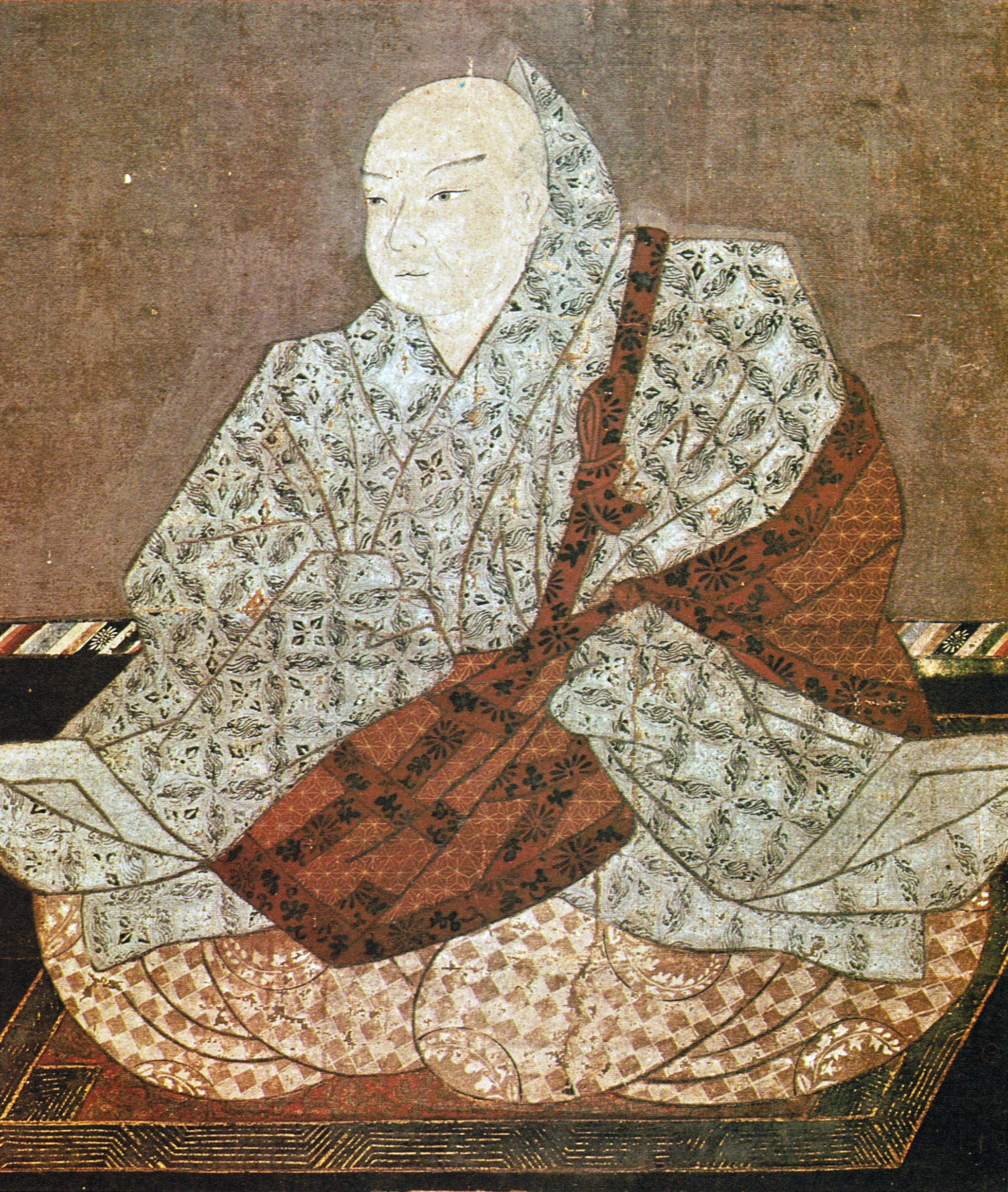
第74代天皇鳥羽天皇(1103-1156)崩御。

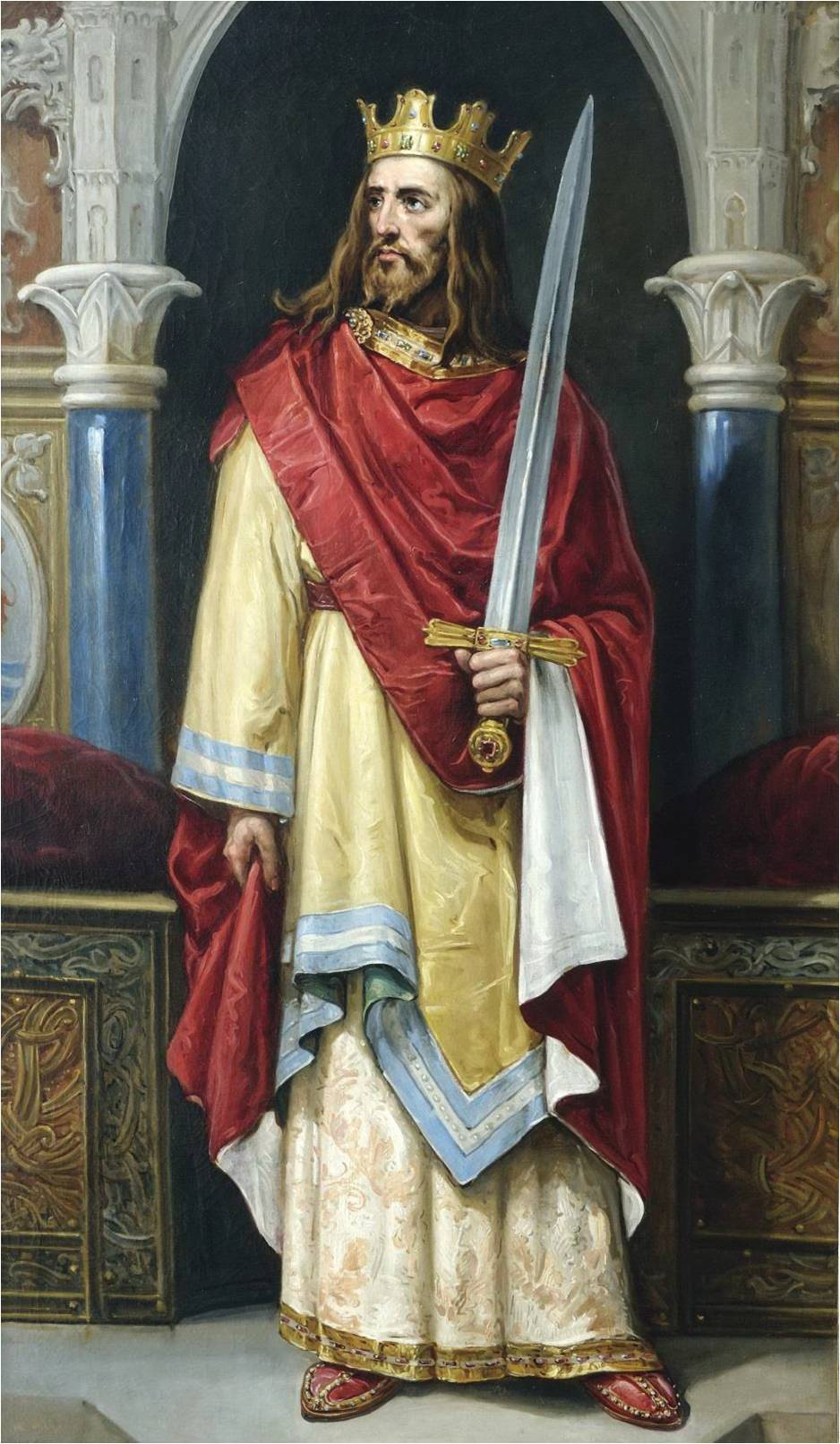
カスティーリャ王フアン2世(1405-1454)没。

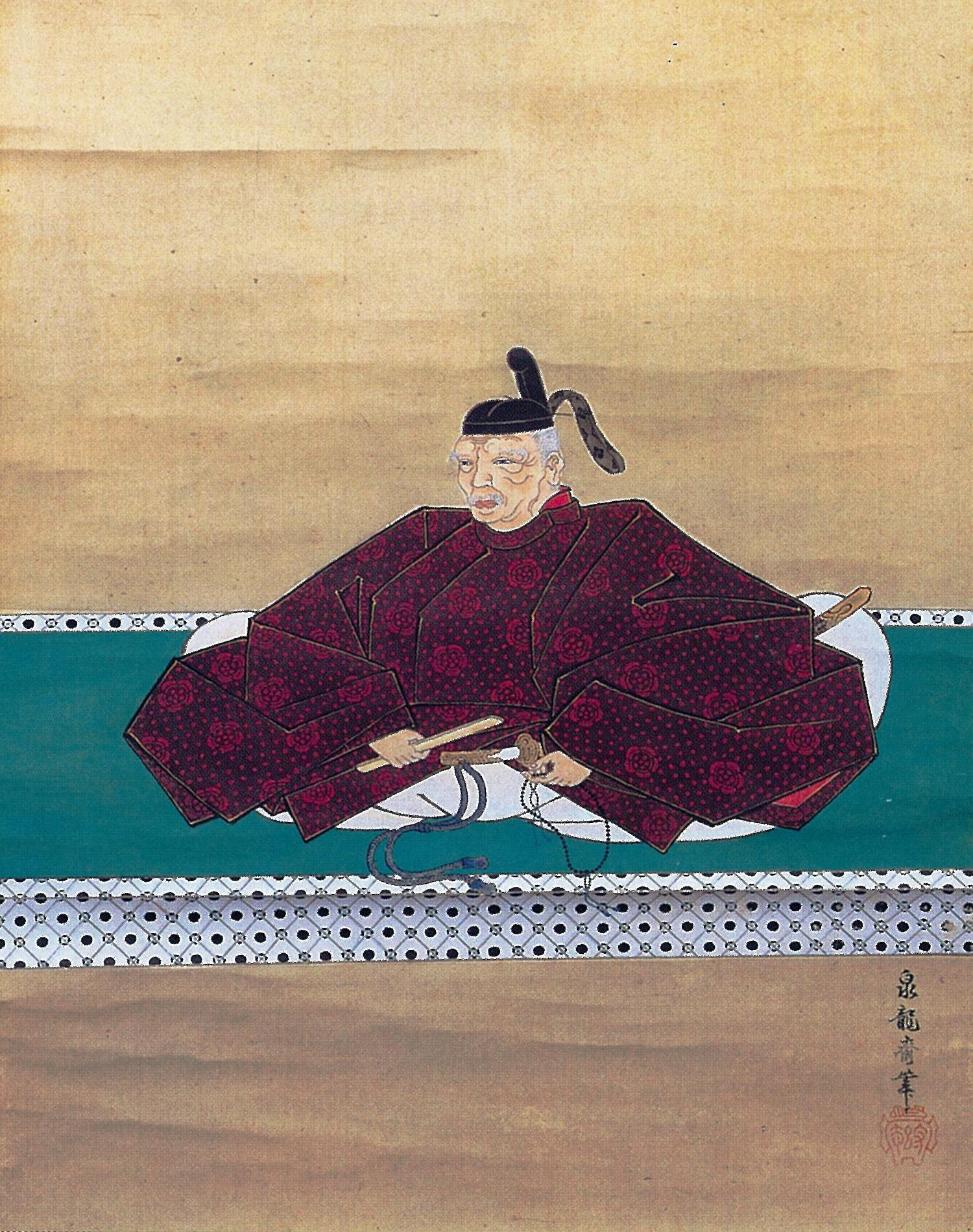
戦国大名本多正信(1538-1616)没。

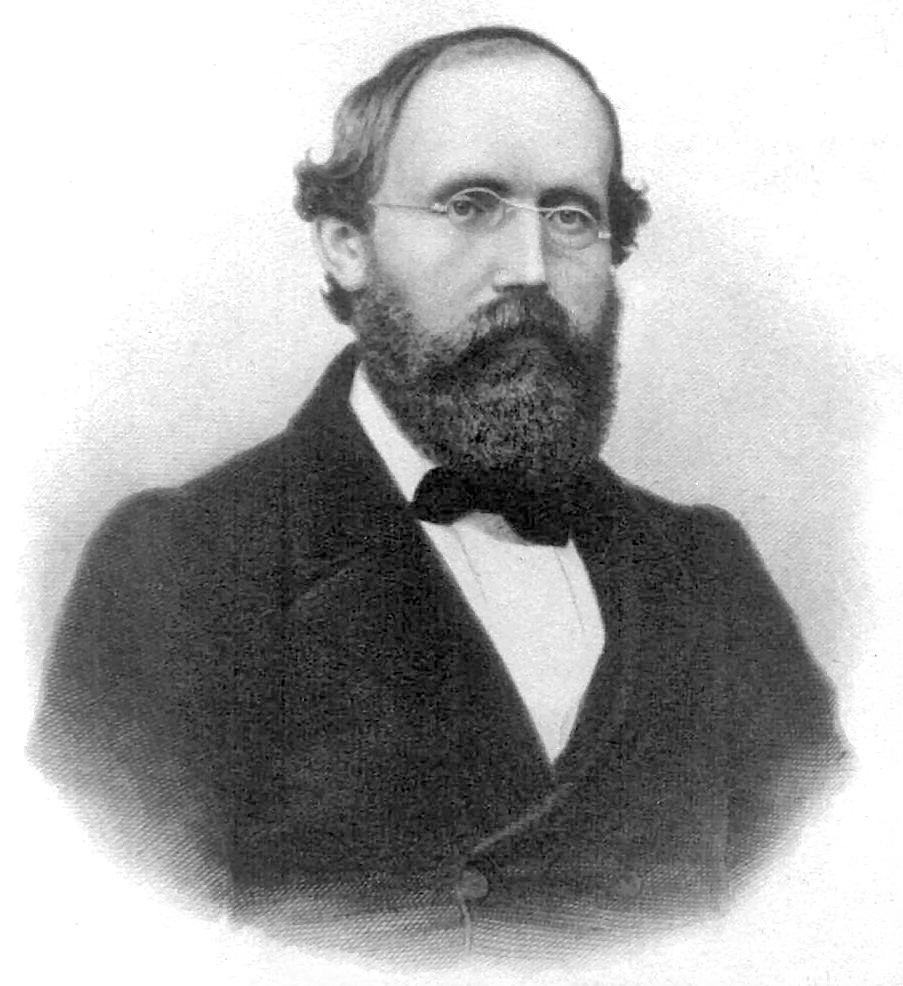
数学者ベルンハルト・リーマン(1826-1866)没。

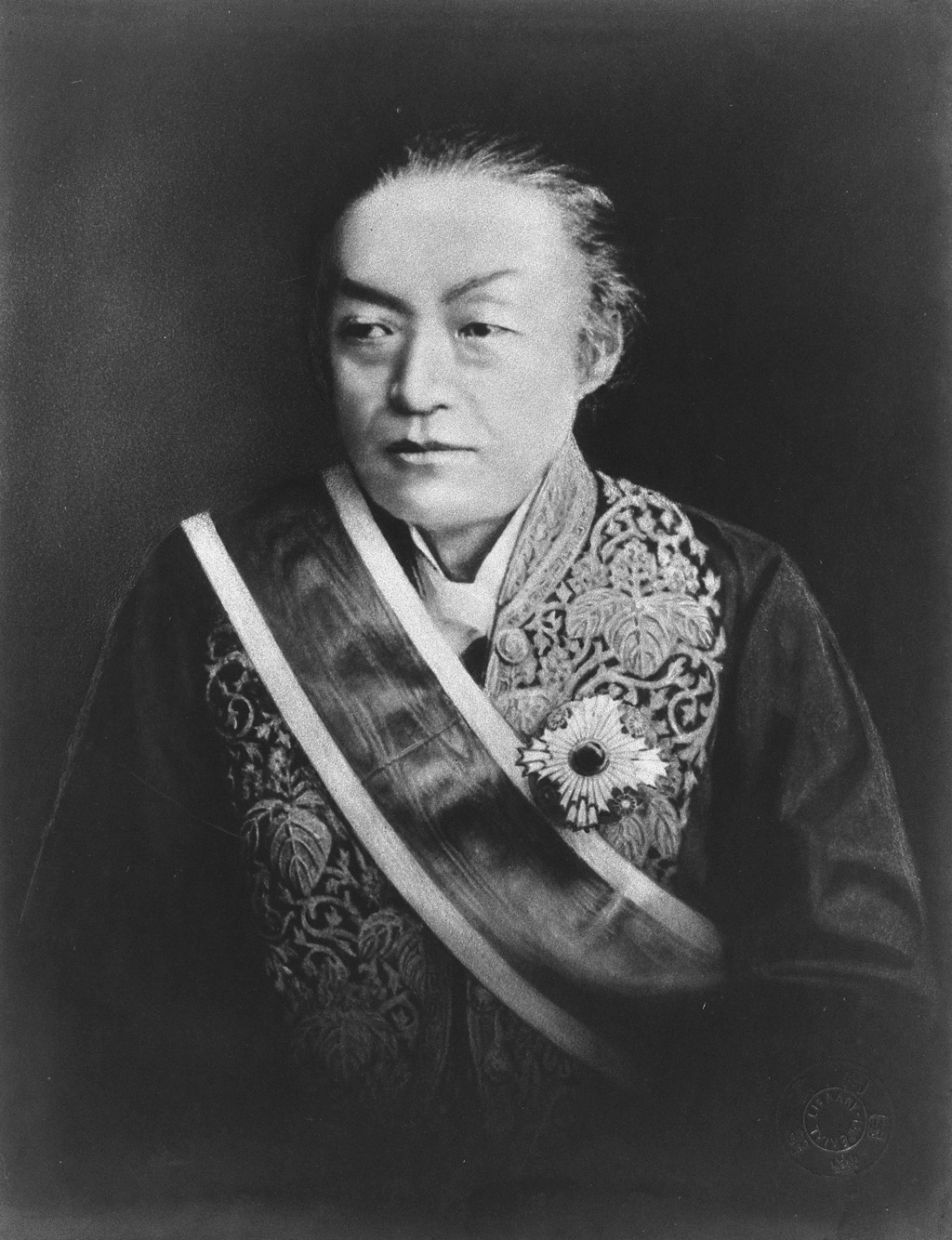
公家・政治家、岩倉具視(1825-1883)没。

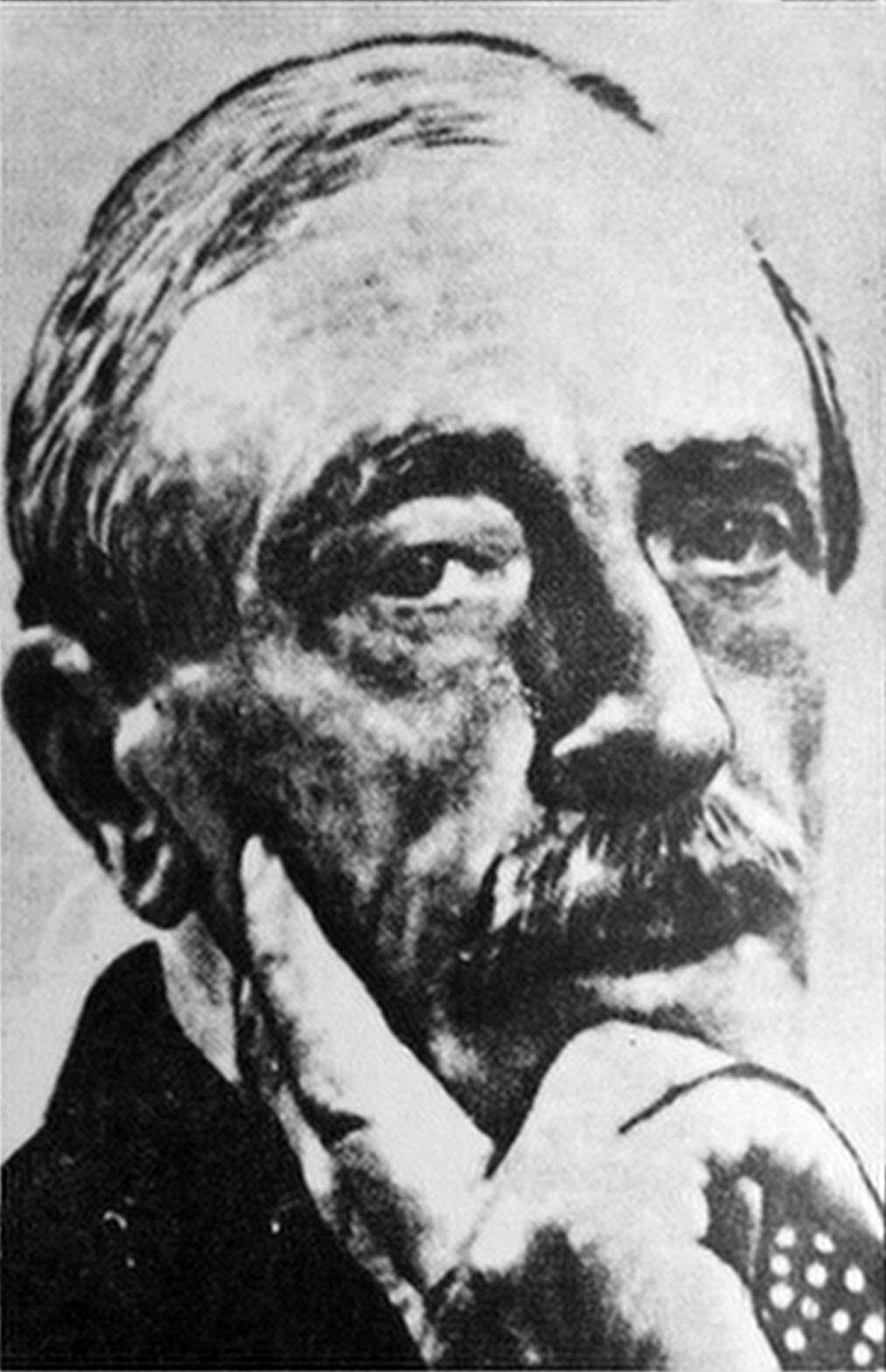
詩人ポール・ヴァレリー(1871-1945)没。

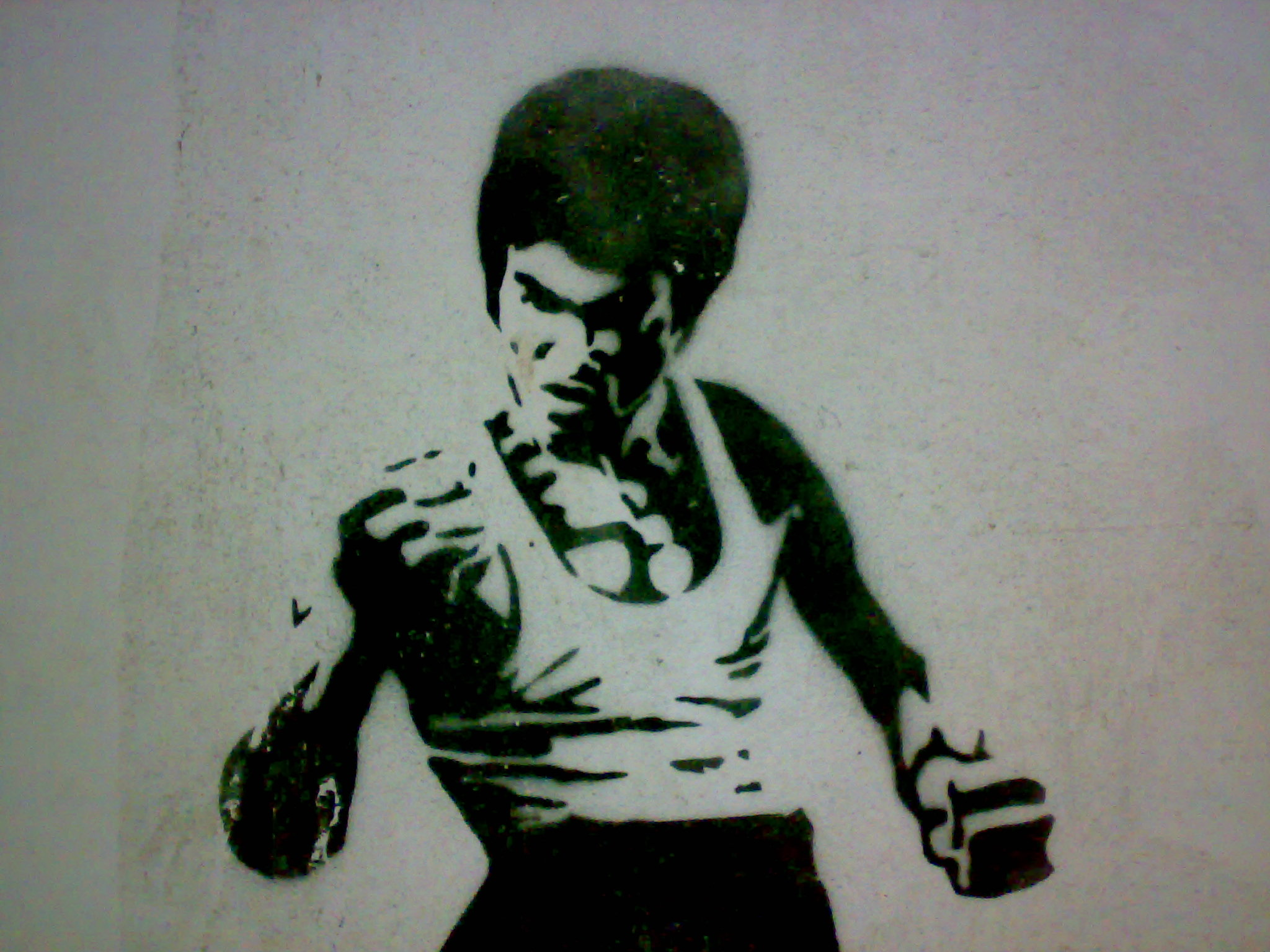
武道家、映画俳優ブルース・リー（李小龍）(1940-1973)没。

- 1031年 - ロベール2世、フランス王（* 972年）
- 1156年（保元元年7月2日） - 鳥羽天皇、第74代天皇（* 1103年）
- 1454年 - フアン2世、カスティーリャ王（* 1405年）
- 1496年（明応5年6月10日） - 大友政親、戦国大名（* 1444年）
- 1524年 - クロード・ド・フランス、フランス王フランソワ1世の王妃（* 1499年）
- 1616年（元和2年6月7日） - 本多正信、江戸幕府老中、玉縄藩主（* 1538年）
- 1649年 - パドヴァニーノ、画家（* 1588年）
- 1650年（慶安3年6月22日） - 岩佐又兵衛、絵師（* 1578年）
- 1716年（享保元年6月2日） - 尾形光琳、日本画家（* 1658年）
- 1732年 - フランチェスコ・バルトロメオ・コンティ、作曲家、テオルボ奏者、マンドリン奏者（* 1681年）
- 1752年 - ヨハン・クリストフ・ペープシュ、作曲家（* 1667年）
- 1816年 - ガヴリーラ・デルジャーヴィン、詩人（* 1743年）
- 1819年 - ジョン・プレイフェア、数学者、物理学者、地質学者（* 1748年）
- 1823年（文政6年6月13日） - 石塚龍麿、国学者（* 1764年）
- 1824年 - メーヌ・ド・ビラン、哲学者、政治家（* 1766年）
- 1866年 - ベルンハルト・リーマン、数学者（* 1826年）
- 1870年 - アルブレヒト・フォン・グレーフェ、眼科医学者（* 1828年）
- 1883年 - 岩倉具視、政治家、明治維新の元勲（* 1825年）
- 1888年 - アンリ・デ・ブラーケレール、画家、版画家（* 1840年）
- 1888年 - パウル・ランゲルハンス、医学者、生物学者（* 1847年）
- 1889年 - グスタフ・ランゲ、作曲家、ピアニスト（* 1830年）
- 1892年 - 松井つね、新選組局長近藤勇の正妻（* 1837年）
- 1903年 - レオ13世、第256代ローマ教皇（* 1810年）
- 1904年 - マーカス・ゴールドマン（英語版）、投資銀行家、ゴールドマン・サックス創業者（* 1821年）
- 1908年 - ディミトリオス・ヴィケラス、国際オリンピック委員会初代会長（* 1835年）
- 1913年 - 林董、第21代外務大臣、逓信大臣（* 1850年）
- 1922年 - アンドレイ・マルコフ、数学者（* 1856年）
- 1923年 - 細川潤次郎、法学者、司法大輔、教育家（* 1834年）
- 1923年 - パンチョ・ビリャ、革命家（* 1878年）
- 1926年 - フェリックス・ジェルジンスキー、ソビエト連邦の秘密警察創始者（* 1877年）
- 1927年 - フェルディナンド1世、ルーマニア国王（* 1865年）
- 1934年 - 渡辺祐策、実業家、政治家、冲ノ山炭鉱組合（現UBE）創業者（* 1864年）
- 1937年 - グリエルモ・マルコーニ、電気技術者（* 1874年）
- 1937年 - オルガ・ハーン＝ノイラート、数学者、哲学者（* 1882年）
- 1944年 - ミルドレッド・ハリス、女優（* 1901年）
- 1944年 - ヴェルナー・フォン・ヘフテン、ドイツ陸軍少尉（* 1908年）
- 1945年 - ポール・ヴァレリー、詩人・批評家（* 1871年）
- 1951年 - ヴィルヘルム、ドイツ皇太子（* 1882年）
- 1951年 - アブドゥッラー1世、ヨルダン王（* 1882年）
- 1959年 - ウィリアム・リーヒ、アメリカ海軍元帥（* 1875年）
- 1962年 - 暁テル子、歌手（* 1921年）
- 1967年 - モリス・スワデシュ、言語学者（* 1909年）
- 1968年 - 辻政信、陸軍軍人、政治家（* 1902年）
- 1968年 - ヨーゼフ・カイルベルト、指揮者（* 1908年）
- 1973年 - ミハイル・イサコフスキー、詩人（* 1900年）
- 1973年 - ロバート・スミッソン、現代美術家（* 1938年）
- 1973年 - ブルース・リー（李小龍）、武道家、映画俳優（* 1940年）
- 1976年 - 首藤新八、実業家、政治家（* 1892年）
- 1977年 - 藪田貞治郎、農芸化学者（* 1888年）
- 1980年 - ジェラール・クロワゼ、自称超能力者（* 1909年）
- 1980年 - オコト・ビテック、作家、詩人、社会学者、サッカー選手（* 1931年）
- 1983年 - 富松信彦、元プロ野球選手（* 1917年）
- 1984年 - ジム・フィックス、ノンフィクション作家（* 1932年）
- 1985年 - ブルーノ・デ・フィネッティ、統計学者（* 1906年）
- 1985年 - 島田洋之介、漫才師（* 1915年）
- 1987年 - 有島一郎、俳優（* 1916年）
- 1990年 - セルゲイ・パラジャーノフ、映画監督（* 1924年）
- 1993年 - ビンス・フォスター、弁護士（* 1945年）
- 1993年 - 津田恒実、プロ野球選手（* 1960年）
- 1994年 - ポール・デルヴォー、画家（* 1897年）
- 1995年 - 岡田茂、実業家、元三越社長（* 1914年）
- 1996年 - フランティシェク・プラーニチカ、サッカー選手（* 1904年）
- 1997年 - 杉崎里子、将棋女流棋士（* 1942年）
- 1998年 - 須賀不二男、俳優（* 1919年）
- 1998年 - 大原恒一、ロシア文学者、翻訳家、元コロンビア大学客員教授（* 1920年）
- 1998年 - 秋野豊、政治学者（* 1950年）
- 2000年 - アイベン・アール、画家（* 1916年）
- 2001年 - 本多光夫（諸井薫）、編集者、作家、エッセイスト（* 1931年）
- 2002年 - 石田捨雄、海軍軍人、海上自衛官、第9代海上幕僚長（* 1916年）
- 2005年 - ジェームズ・ドゥーアン、俳優（* 1920年）
- 2005年 - カヨ・マタノ・ハッタ、映画監督（* 1958年）
- 2006年 - ジェラール・ウーリー、映画監督、俳優、脚本家（* 1919年）
- 2007年 - カイ・シーグバーン、物理学者、ノーベル物理学賞受賞者（* 1918年）
- 2009年 - エドワード・T・ホール、文化人類学者、ノースウェスタン大学名誉教授（* 1914年）
- 2009年 - 安田隆明、政治家、第35代科学技術庁長官（* 1916年）
- 2009年 - 緑川亨、出版人、元岩波書店社長、元相模女子大学理事長（* 1923年）
- 2009年 - 小杉仁三、作曲家、編曲家（* 1928年）
- 2009年 - 山門敬弘、ライトノベル作家（* 生年不詳）
- 2010年 - 太田和夫、医師、東京女子医科大学名誉教授（* 1931年）
- 2010年 - 北葉山英俊、元大相撲大関、年寄11代枝川（* 1935年）
- 2010年 - 中村祐造、バレーボール選手（* 1942年）
- 2010年 - 早乙女愛、女優（* 1958年）
- 2011年 - 伊藤利夫、元プロ野球選手、高校野球指導者（* 1922年）
- 2011年 - ルシアン・フロイド、画家（* 1922年）
- 2011年 - 金田浩一呂、ジャーナリスト（* 1932年）
- 2012年 - 宮本梧楼、物理学者（* 1911年）
- 2012年 - 鳴海周之助、元大相撲関取、年寄第九代友綱（* 1924年）
- 2013年 - ヘレン・トーマス、記者（* 1920年）
- 2013年 - 野上龍雄、脚本家（* 1928年）
- 2013年 - 武哲山剛、大相撲関取、元東洋大学附属牛久高等学校相撲部顧問（* 1971年）
- 2014年 - 一力一夫、実業家、ジャーナリスト、元河北新報社社主（* 1925年）
- 2014年 - 吉住侑子、作家（* 1928年）
- 2015年 - 鶴見俊輔、哲学者（* 1922年）
- 2015年 - チコ・ローランド、俳優（* 1929年）
- 2015年 - 坂野上明、実業家、元北海道新聞社社長（* 1930年）
- 2015年 - 九代目竹本源大夫、人形浄瑠璃文楽太夫（* 1932年）
- 2015年 - 本間正巳、政治家、元山形県酒田市長（* 1947年）
- 2016年 - 清水晃、元西日本新聞社社長、元テレビ西日本会長、元共同通信社理事（* 1930年）
- 2016年 - アンドレ・イゾワール、オルガニスト（* 1935年）
- 2017年 - 山野浩一、小説家、競馬評論家（* 1939年）
- 2017年 - チェスター・ベニントン、歌手、ミュージシャン（リンキン・パーク）（* 1976年）
- 2018年 - 松下康雄、官僚、銀行家、元大蔵事務次官、元太陽神戸銀行頭取、第27代日本銀行総裁（* 1926年）
- 2018年 - 又吉イエス、政治家（* 1944年）
- 2019年 - 中本冨夫、政治家、元山口県周防大島町長（* 1922年）
- 2019年 - 岡本三夫、政治学者、広島修道大学名誉教授（* 1933年）
- 2020年 - 坪山豊、唄者、作曲家（* 1930年）
- 2020年 - ヴィクトル・チジコフ（英語版）、イラストレーター、ミーシャデザイナー（* 1935年）
- 2020年 - ダグ・ロジャース、柔道家（* 1941年）
- 2020年 - 谷中聰、政治家、元茨城県八千代町長（* 1960年）
- 2021年 - フランソワーズ・アルヌール、女優（* 1931年）
- 2021年 - 清水靖夫、実業家、元日本車輌製造社長（* 1931年）
- 2021年 - ニャン・ウィン（英語版）[18]、政治家、弁護士（* 1942年）
- 2022年 - 松岡文雄、俳優、声優（* 1933年）
- 2022年 - ピーター・イング、陸軍軍人、一代貴族、政治家（* 1935年）
- 2024年 - 城崎勉、テロリスト、ジャカルタ事件の実行犯の1人（* 1947年）
- 2024年 - 船川誠、高校野球指導者（* 1949年）
- 2024年 - モアシール・ロドリゲス・ドス・サントス、サッカー選手（* 1970年）

## 記念日・年中行事
- 独立記念日（ コロンビア）
1810年のこの日、コロンビアがスペインからの独立を宣言した。
- 月面着陸の日
1969年のこの日、アポロ11号が月面に着陸し、人類が初めて月面に降り立った。日本時間では7月21日早朝であるため、7月21日を月面着陸の日としている書籍もある。
- 海の記念日（ 日本、1941年 - 1995年）、海の日（ 日本、1996年 - 2002年・2009年・2015年・2026年）
1876年7月20日に明治天皇が東北地方の巡幸を終えて、それまでの軍艦ではなく初めて灯台巡視の汽船によって航海して横浜港に帰港したことに記念し、1941年に当時の村田省蔵逓信大臣の提唱により制定された。1996年に海の日と名前を変えて国民の祝日となり、祝日法の改正により、2003年から「海の日」は7月の第3月曜日となっている。なお、2009年、2015年のように、7月の第3月曜日が従前の「7月20日」になる場合もある。
- ハンバーガーの日（ 日本）
日本マクドナルド株式会社が制定。1971年のこの日、東京銀座の三越1階に、日本初のハンバーガーチェーンである日本マクドナルドの1号店が開店したことを記念[19]。
- 夏割りの日（ 日本）
和酒、洋酒を好きな飲料で割って夏を楽しんでもらいたいと、キリンビール株式会社が制定。日付は、7と20で夏割りと読む語呂合わせから[20]。
- ファクシミリ記念日（ 日本）
1981年のこの日、郵政省が東京・名古屋・大阪の三都市間でファクシミリ電送業務を開始した。
- Tシャツの日（ 日本）
愛知県のファッションメーカー・ファッションミシマヤが制定。Tがアルファベットの20番目の文字であり、また、「海の記念日」がTシャツのイメージにふさわしいことから。
- 修学旅行の日（ 日本）
1899年のこの日、山梨女子師範学校の教師と生徒22人が京都府、奈良県、伊勢への「体力養成実地修学」の旅に出発し、これが女子で日本初の修学旅行となったといわれている[21]。
- ビリヤードの日（ 日本）
1955年のこの日に、国会でビリヤード場を風俗営業法の適用対象外とする法案が可決されたことを記念。ビリヤードをスポーツ化するために尽力した真鍋儀十は撞球純正スポーツの父と呼ばれる。
- 中小企業の日（ 日本）
2019年に施行。中小企業基本法の公布・施行日である7月20日を「中小企業の日」、7月の1ヶ月間を「中小企業魅力発信月間」となっている[22]。